# Minamisatsuma

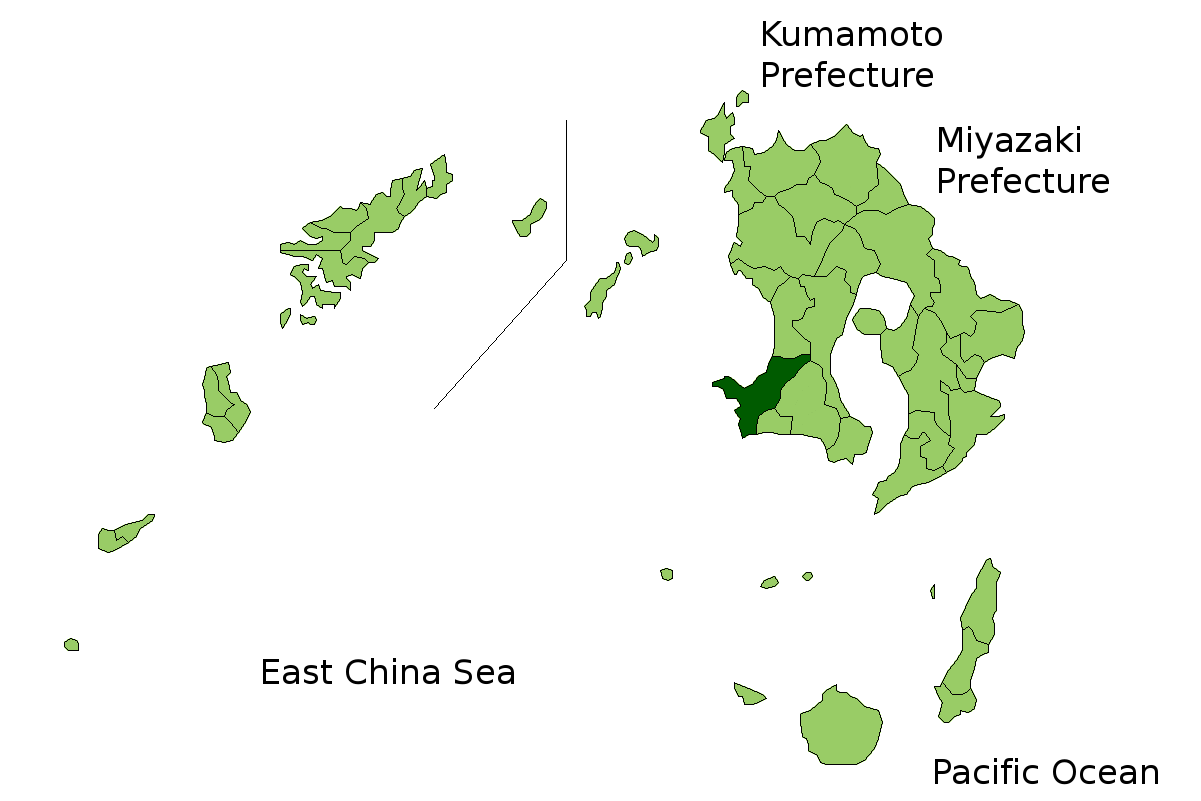

Minamisatsuma (南さつま市 Minamisatsuma-shi?) este un municipiu din Japonia, prefectura Kagoshima.